# Мехтхильда
Мехтхильда (нем. Mechthilda) — женское имя в немецкоязычных регионах, одна из старых форм имени Матильда (Mathilde). Как варианты встречаются Мехтхильдис (Mechthildis) и Мехтильда (Mechtilde).
Именные дни (именины) отмечаются 26 февраля, 6 марта, 31 мая, 15 августа, 19 ноября.

## Наиболее известные носительницы имени
- Мехтхильда Баденская (ум. 1258) — графиня Вюртемберга
- Мехтхильда Баварския (1532—1565) — супруга маркграфа Филиберта Баварского
- Мехтхильда фон Хакеборн (1241—1299) — цистерцианская монахиня и мистик
- Мехтхильда Гессенская (1490—1558) — графиня Текленбург-Шверинская
- Мехтхильда Гольштейнская (1220/1225-1288) — королева Дании
- Мехтхильда фон Магдебург (1208/1210-1282) — монахиня и мистик
- Мехтхильда Пфальцская (1419—1482) — графиня Вюртемберга